# هیدکی ماتسوناگا
هیدکی ماتسوناگا (انگلیسی: Hideki Matsunaga؛ زادهٔ ۸ فوریهٔ ۱۹۶۳) بازیکن فوتبال اهل ژاپن است.
از باشگاه‌هایی که در آن بازی کرده‌است می‌توان به باشگاه فوتبال گامبا اوساکا اشاره کرد.